# Ust´-Dżeguta
Ust´-Dżeguta (ros. Усть-Джегута) – miasto w Rosji, w Karaczajo-Czerkiesji. W 2010 roku liczyło 30 566 mieszkańców.